# Karnice (gromada)
Karnice – dawna gromada, czyli najmniejsza jednostka podziału terytorialnego Polskiej Rzeczypospolitej Ludowej w latach 1954–1972.
Gromady, z gromadzkimi radami narodowymi (GRN) jako organami władzy najniższego stopnia na wsi, funkcjonowały od reformy reorganizującej administrację wiejską przeprowadzonej jesienią 1954 do momentu ich zniesienia z dniem 1 stycznia 1973, tym samym wypierając organizację gminną w latach 1954–1972.
Gromadę Karnice z siedzibą GRN w Karnicach utworzono – jako jedną z 8759 gromad na obszarze Polski – w powiecie gryfickim w woj. szczecińskim na mocy uchwały nr V/43/54 WRN w Szczecinie z dnia 5 października 1954. W skład jednostki weszły obszary dotychczasowych gromad Janowo (bez obszaru o powierzchni 43 ha), Karnice, Kusin, Lędzin i Niedysz ze zniesionej gminy Karnice w tymże powiecie. Dla gromady ustalono 9 członków gromadzkiej rady narodowej.
31 grudnia 1959 do gromady Karnice włączono obszar zniesionej gromady Śliwin w tymże powiecie.
1 stycznia 1972 do gromady Karnice włączono miejscowości Drozdowo, Drozdówko, Konarzewo, Pogorzelica i Skalno ze zniesionej gromady Rogozina w tymże powiecie.
Gromada przetrwała do końca 1972 roku, czyli do kolejnej reformy gminnej.  1 stycznia 1973 w powiecie gryfickim reaktywowano gminę Karnice.